# Johan Månsson

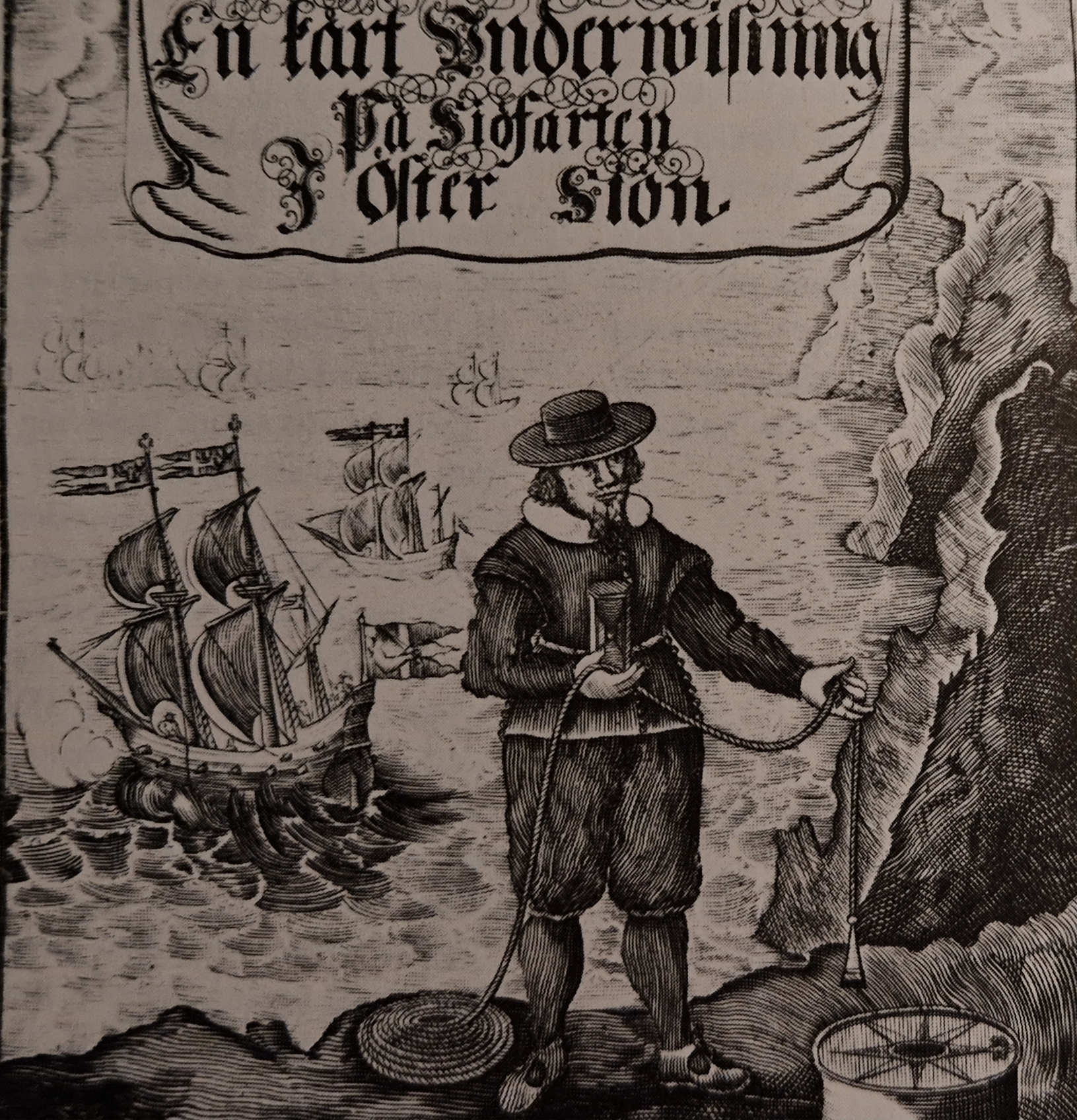
Johan Månsson avbildade med navigeringsredskap på titelbladet till En kårt Underwisning På Siöfarten I Öster Siön.

Johan Månsson, född okänt år, död 1659, var kapten i Amiralitetet och innehade från 1643 titeln ålderstyrman, bland annat med uppgift att utbilda kronans styrmän (lotsar). År 1644 utgav han en uppskattad handbok i navigation, En Sjöbok om Sjöfarten i Östersjön. Boken var överlägsen sina föregångare och så pass detaljrik att den under 150 år var det viktigaste hjälpmedlet för Östersjöns navigatörer. Några år senare publicerade han en karta som brukar betraktas som Sveriges första sjökort, benämnt Passcort öfwer Östersiöön eller Johan Månssons sjökarta. Kartan tillägnades drottning Kristina men var knappast till någon hjälp vid navigering på grund av dess lilla skala.